# Bernard Leach
Pour les articles homonymes, voir Leach.
Bernard Leach (Hong Kong, 1887 - St Ives (Cornouailles), 1979) est un céramiste britannique, célèbre dans le monde de la céramique pour avoir fait un pont entre Orient et Occident avec un livre devenu référence, Le Livre du Potier (A Potter's Book) en 1940.

## Biographie
Bernard Leach passe son enfance en Extrême-Orient et développe très tôt un goût prononcé pour le dessin ; il entre en 1903 à la Slade School de Londres, puis l'année suivante à la London School of Art.
En 1909, il retourne au Japon, s'installe à Tokyo et apprend le japonais. Il se marie avec sa cousine Muriel ; son premier fils David naît en 1911, le deuxième, Michael, en 1913.
Les rencontres qu'il fait au Japon sont déterminantes : le critique d'art Sōetsu Yanagi, membre du mouvement Mingei, encourage ses réflexions philosophiques. Et grâce à Tomimoto Kenkichi, il découvre le raku et suit l'enseignement de Kenzan VI, acquérant même le nom de « Kenzan VII ». À partir de 1912, Leach s'installe à Abiko, un village d'artistes et d'écrivains proche de Tokyo. Il y reconstruit le petit four à raku de son maître et produit aussi des porcelaines et du grès influencé par les céramiques Song.
Leach voyage, trois fois à Pékin, puis en 1918 en Corée avec Yanagi pour réunir des objets d'art populaire; il redécouvre aussi la tradition de la poterie anglaise vernissée.
En 1920, accompagné de son ami potier Shoji Hamada, il retourne en Angleterre s'établir dans le village de St Ives (Cornouailles). Il y construit un four grimpant à bois à la manière des céramistes japonais. Mais le public anglais est peu réceptif au raku ou à l'esthétique Song. Son premier livre, A Potter's Outlook, sort en 1928 et pose de manière incisive la question du rôle de l'artiste artisan, contre le manque d'âme de la production industrielle.

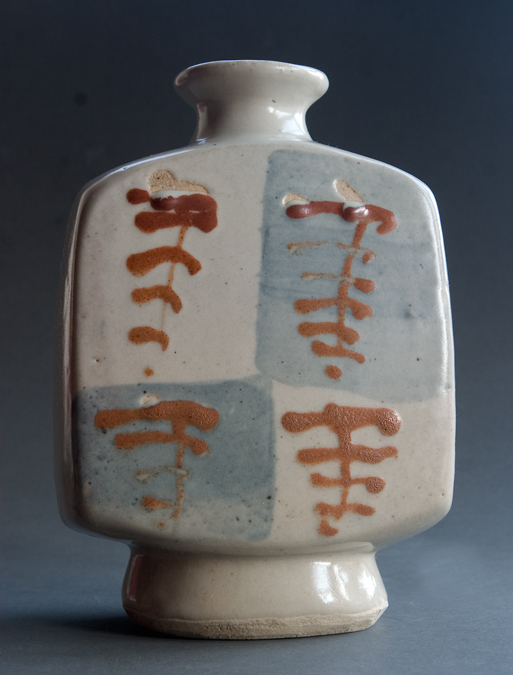
Vase de Bernard Leach.

Le projet de Dartington d'établir une poterie domestique l'incite à repartir au Japon en 1934 pour reprendre contact avec le mouvement Mingei, conduit par Yanagi. En sa compagnie, il revient en Corée, sous domination japonaise, pour compléter sa collection d'objets populaires coréens. Au retour, il se rend dans l'atelier de Hamada à Mashiko, où l'on tourne des pièces pour lui. Fêté et acclamé, sans soucis financiers, il reprend confiance et retourne en Angleterre en 1935.
Bernard Leach laisse la gestion de la poterie de Saint-Ives à son fils David, et s'installe à Dartington. 
Son amitié avec le jeune américain Mark Tobey l'introduit à la foi baha’ie, qui le fortifiera sa vie durant dans ses efforts à synthétiser les traditions spirituelles de l'Est et de l'Ouest. Il rédige aussi son livre phare, A Potter's Book. À la fois manuel technique et guide esthétique, il est publié au plus mauvais moment possible, en 1940, ce qui n'est pas la meilleure année pour promouvoir un axe esthétique anglo-japonais ! Malgré cela, l'ouvrage est rapidement considéré comme « la bible des potiers », traduit en plusieurs langues dont le français et fréquemment réédité.
Après la guerre, Leach voyage, donne des conférences, écrit, dessine. Secondé par Janet, sa troisième épouse, il poursuit les activités de la Poterie Leach à Saint-Ives jusqu'en 1972, date à laquelle il perd la vue ; il meurt en 1979.